# Вюнше, Фридрих Отто
Фри́дрих О́тто Вю́нше (нем. Friedrich Otto Wünsche; 1839—1905) — немецкий миколог и ботаник.

## Биография
Отто Вюнше родился 19 марта 1839 года в верхнелужицкой деревне Милькель близ Баутцена. Учился в учительской семинарии в Баутцене, после чего работал учителем в Бернбахе под Каменцем. В 1860 году переехал в Циттау, где учил детей в начальной школе. Через 7 лет он устроился на работу в средней школе в Цвиккау, где преподавал уже только биологию и географию.
За неимением и несуществованием полезного и удобного определителя флоры Саксонии Вюнше решил создать такую книгу самостоятельно. В 1869 году он выпустил Exkursionsflora für das Königreich Sachsen. Не имея специального ботанического образования, Вюнше стал одним из лучших знатоков флоры Саксонии второй половины XIX века. В 1871 году он подал на философский факультет Лейпцигского университета диссертацию, посвящённую папоротникообразным растениям Саксонии. Он получил степень доктора, хотя никогда не посещал лекции в университете.
В 1871 году Вюнше издал книгу Schulflora von Deutschland, пережившую множество переработок автором и переизданий.
В 1877 году Отто Вюнше издал монографию грибов Саксонии, в которой представил свой взгляд на систематику крупного рода Паутинник.
7 января 1905 года Фридрих Отто Вюнше скончался.

## Некоторые научные работы
- Wünsche, O. Exkursionsflora für das Königreich Sachsen. — Leipzig, 1869. — 319 p.
- Wünsche, O. Schulflora von Deutschland. — Leipzig, 1871. — 325 p.
- Wünsche, O. Die kryptogamen Deutschlands. — Leipzig, 1875. — 127 p.
- Wünsche, O. Die pilze. — Leipzig, 1877. — 322 p.
- Wünsche, O. Die verbreitetsten Pflanzen Deutschlands. — Leipzig, 1893. — 269 p.